# Amalrich Barlais
Amalrich Barlais (auch Aimerich, franz.: Amaury oder Aimery Barlais; † vor Juni 1253) war ein Baron im Königreich Zypern. Er war ein Sohn des Renaud Barlais, welcher 1197 für König Amalrich I./II. von Zypern-Jerusalem als Bailli von Jaffa amtiert hatte, und der Isabelle von Bethsan.
Amalrich ließ sich auf Zypern nieder, wo er zu den führenden Baronen der Insel aufstieg. Er gehörte zu den Gegnern der dominierenden Familie Ibelin und wurde 1227 von der im freiwilligen Exil lebenden Königinwitwe Alice zum regierenden Bailli ihres unmündigen Sohnes, König Heinrich I., ernannt. Allerdings wurde diese Ernennung vom Haute Cour der Insel abgelehnt, welcher sich stattdessen mit dem tatsächlichen Regenten, Philipp von Ibelin, solidarisiert hatte. Amalrich zog deshalb ebenfalls in das Exil nach Tripolis, nahm aber Kontakt zu Kaiser Friedrich II. auf, der gerade seinen Kreuzzug vorbereitete.
Im Juli 1228 landete Kaiser Friedrich II. in Zypern an und beendete einstweilen die Regierung Johanns von Ibelin, dem „alten Herrn von Beirut“, und setzte einen fünfköpfigen Regentschaftsrat, bestehend aus Amalrich Barlais, Gavin von Chenichy, Amalrich von Bethsan, Hugo von Gibelet und Wilhelm von Rivet, ein. Kaum war der Kaiser im Juni 1229 wieder nach Italien abgereist, erhob sich die Mehrheit der Barone Outremers gegen dessen Statthalter, da deren Ernennungen ohne die Zustimmung der Haute Cours erfolgt war und daher als illegitim betrachtet wurden. Unter der Führung Johanns von Ibelin siegten die Barone Zyperns am 24. Juni 1229 in der Schlacht von Nikosia gegen die Kaiserlichen. Amalrich floh mit dem jungen König und dessen Schwestern auf die Burg Dieu d’Amour, wo er ein Jahr lang einer Belagerung standhalten konnte, dann aber im Sommer 1230 sich ergeben musste. Der siegreiche Ibelin verfuhr milde mit den Unterlegenen, Amalrich musste seine Regentschaft in Zypern aufgeben, die nun wieder Ibelin einnehmen konnte, welcher die Unterstützung des Haute Cour und des Königs hatte.
Amalrich wurde im Februar 1232 zur Teilnahme am Feldzug Ibelins gegen den kaiserlichen Statthalter im Königreich Jerusalem, Richard Filangieri, genötigt. Kaum war das zypriotische Heer bei Tripolis an Land gegangen setzte er sich aber mit wenigen Gefährten ab und verbündete sich mit Filangieri. Während die Ibelins und die Barone mit dem Kampf auf dem Festland beschäftigt waren, erhielt Amalrich von Filangieri ein Heer gestellt, mit dem er verheerend über das wehrlose Zypern zog und eine Burg nach der anderen eroberte. Nach dem Sieg bei Casal Imbert (2. Mai 1232) setzte auch Filangieri auf Zypern über um die Eroberung der Insel abzuschließen. Doch nur einen Monat später konnten die Ibelins mit Hilfe der Genuesen ebenfalls auf die Insel zurückkehren und am 15. Juni 1232 über Filangieri in der Schlacht bei Agridi siegen. Amalrich war wie alle seine Mitstreiter erneut gezwungen von Zypern zu fliehen, wandte sich dieses Mal in das kilikische Armenien. Im April 1233 fiel mit Kyrenia die letzte von den Kaiserlichen gehaltene Burg Zyperns.
Er war verheiratet mit Agnes von Marqab († nach 1239), Tochter des Bertrand Mansoer, mit der er fünf früh verstorbene Söhne (Amalrich, Wilhelm, Johann, Renaud und Aimerich) und eine Tochter hatte. Philippa Barlais heiratete um 1240 Guido von Ibelin, Connétable von Zypern und Sohn seines Erzfeindes, des „alten Herrn von Beirut“.